# Sardopaladilhia
Sardopaladilhia es un género de moluscos gasterópodos operculados de la familia Hydrobiidae. Son caracoles acuáticos de pequeño tamaño.

## Especies
Las especies en el género Sardopaladilhia incluyen:
- Sardopaladilhia buccina Rolán & Martínez-Ortí, 2003[2]
- Sardopaladilhia distorta Rolán & Martínez-Ortí, 2003[3]
- Sardopaladilhia marianae Rolán & Martínez-Ortí, 2003[4]
- Sardopaladilhia subdistorta Rolán & Martínez-Ortí, 2003[5]